# Parque Nacional de Lantoto
O Parque Nacional de Lantoto é uma área protegida no sudoeste do Sudão do Sul, na fronteira com a República Democrática do Congo (RDC).
O parque possui uma área de cerca de 760 km2 (290 sq mi) e consiste predominantemente em bosque, floresta e clareiras abertas. O parque foi nomeado pelo governo central do Sudão na Lei da Vida Selvagem de 1986 e na Lei de Conservação da Vida Selvagem e Parques Nacionais de 2003. Em 2012, os limites do parque ainda não estavam demarcados.